# The Notorious B.I.G.
Christopher George Latore Wallace (Nova York, 21 de maig de 1972 - Los Angeles, Califòrnia, 9 de març de 1997), també conegut com a Biggie Smalls (àlies que va prendre d'un elegant gàngster de la pel·lícula Let 's Do It Again de 1975), Big Poppa (el seu sobrenom en les seves cançons), Frank White (de la pel·lícula King of New York) i el més conegut de The Notorious BIG (Business instead of Game) va ser un dels millors rapers de tots els temps.

## Biografia
Nascut a Brooklyn, Nova York, de jove traficava amb drogues a Bedford-Stuyvesant. Després de deixar la seva vida de criminal, va decidir fer-se raper. Va llançar el críticament aclamat àlbum Ready To Die el 1994 i va esdevenir la figura central del rap de la Costa est, que tant rivalitzava amb la Costa oest, liderada en aquest cas per Tupac Shakur. La seva carrera va estar marcada per les contínues disputes entre Bad Boy Records i Death Row Records, i no obstant això, fins que va morir el 1997, The Notorious BIG ha estat celebrat com una llegenda del hip hop. El seu doble disc Life After Death, llançat poc després de la seva mort, és l'àlbum de hip hop que, fins ara, més ha venut en tots els temps, amb 28 milions de còpies.
És considerat com un dels millors rapers de la història. Biggie és recordat pels seus raps i el seu freestyling, i sobretot pel seu flow que el feia únic. També va ser pioner del mètode cada vegada més popular de no escriure les líriques sobre el paper.

## Inicis
Christopher Wallace va néixer a Bedford-Stuyvesant, secció de Brooklyn, Nova York. Com molts altres rapers, es va criar sense pare, i va passar la seva infància vivint amb la seva mare, Voletta, que era professora de matemàtiques, la qual sempre li va donar suport.
Wallace va ser a l'institut Westinghouse a Downtown Brooklyn, juntament amb els futurs MC 'si col·laboradors Jay-Z i Busta Rhymes. Va abandonar l'escola als 17 anys. Va deixar els estudis inacabats per fer-se traficant de droga, encara que la seva mare ha demandat que la família no era pobra i que Wallace exagerava la seva situació en les líriques. El seu millor amic i inspiració va ser un nen prim anomenat Francisco U.
Amb un nadó en camí, Wallace va decidir començar la seva carrera de raper. Amb el seu talent en les lletres, Wallace va començar a tenir seguidors al seu barri Bed-Stuy. Hi ha un vídeo famós de Wallace rapejant sobre un oponent el 1989. Com el seu nom es feia cada vegada més gran, va gravar unes cintes amb Mr Cee, el que va ser DJ del MC de Brooklyn Big Daddy Kane. Aquesta cinta va arribar a la revista The Source i signar a Biggie per a la seva columna "unsigned Hype", dedicada per a aspirants a rapers.

## Carrera de MC
La cinta va arribar a les mans de Sean "Puffy" Combs, en aquells dies empleat de Uptown Records, qui posteriorment organitzaria una trobada amb Wallace. Combs i Wallace es van fer amics immediatament, actuant junts en la cançó de reggae "Dolly My Baby" de Super Cat el 1992.
El primer single de Wallace va ser "Party and Bullshit". Va aparèixer per segona vegada en el mainstream amb els remixes dels èxits de Mary J. Blige "Real Love" i "What's the 411". També va aparèixer en el remix de "Flava In Ja Ear" de Craig Mack. A més, també es va deixar veure en l'àlbum One Million Strong en una cançó anomenada "Runnin '" amb 2Pac i Dramacydal, i va gravar amb Heavy D (de Uptown Records) en les cançons "A Bunch Of Niggas" (juntament amb 3rd Eye, Guru, Rob-O i Busta Rhymes) i "Let 's Get It On" (amb 2Pac i Grand Puba de Brand Nubian). Totes aquestes col·laboracions van ajudar a Wallace per donar-se més a conèixer en el món del rap abans del seu debut en solitari.
El 1994 va llançar "Juicy", el seu primer single d'èxit. També va gravar Ready to Die, el seu àlbum de debut, considerat un dels clàssics de tots els temps del hip hop i l'East Coast rap. L'àlbum inclou un dels més famosos "platja Anthems" de rap, "Big Poppa", que sampleja als Isley Brothers.
El 1995, Junior M.A.F.I.A. (Junior Masters At Finding Intelligent Attitudes), protegits de Wallace, va llançar l'àlbum Conspiracy. Aquest mateix any, Biggie introduir al mainstream a Lil 'Kim i Lil' cease. El seu single "One More Chance" va debutar # 5 en les llistes de pop, empatat amb "Scream / Childhood" de Michael Jackson com el major debut d'un single en la història de la música en aquells dies, rècord que va superar el mateix Jackson posteriorment amb "You Are Not Alone", que va debutar al # 1. "One More Chance", que sampleja la cançó de R & B "Stay With Me", va ser un remix de la cançó del mateix nom que originalment apareixia en Ready to Die. "One More Chance" va ser també el seu single de més vendes, sent platí en qüestió d'unes poques setmanes.
També el 1995, Wallace va aparèixer en "This Time Around" de Michael Jackson, l'àlbum HIStory. Però aquesta no va ser l'única cançó del Rei en què apareix, ja que el 2001, Michael Jackson va incloure un vers de rap cantat per Biggie en el seu tema "Unbreakable", l'àlbum Invincible.
A finals de 1995, Wallace es va convertir en un dels més famosos i populars rapers de tot el món. Va ser nomenat "Lyricist Of The Year" per The Source, i molts li deien "King Of New York".

## Estil
Des dels inicis de la seva carrera, Biggie destacava pel seu contingut líric, involucrat en lletres de HIP-HOP gangsta. El seu contingut líric tractava sobre bandes o mafiosos, una postura que va fer que la seva vida estigués involucrada en el crim, en drogues i armes.

## Rivalitat Costa Est - Costa Oest
Encara que Ready to Die va fer de Biggie una estrella, és més cèlebre per la seva participació en la infame rivalitat entre el rap de la Costa Est i el de l'Oest. Abans que Ready to Die es publiqués, es va associar amb el raper Tupac Shakur. Tots dos van gravar junts un gran nombre de cançons, i fins i tot van realitzar un ara famós freestyle al Madison Square Garden de Nova York el 1994. No obstant això, la seva amistat s'acaba quan Tupac rep 5 trets a boca de canó als afores de l'estudi Quad Recording Studios a Times Square, Nova York al novembre d'aquest mateix any en un confús incident. Encara que no es van trobar proves, Tupac va denunciar que Sean Combs i Wallace estaven involucrats en el succés. Shakur posteriorment signaria amb Death Row Records després de complir condemna per abusos sexuals a finals de 1995, càrrecs dels quals sempre es va declarar innocent.
Death Row Records i Bad Boy Entertainment van ser els segells discogràfics més reeixits de la dècada dels 90, i amb les dues estrelles ara en diferents segells, les disputes es van intensificar. El 1996, Tupac va gravar una cançó anomenada "Hit 'Em Up", en la qual diu que es va ficar al llit amb la dona de Wallace, Faith Evans i que Biggie va copiar el seu estil. Es creu que després del tiroteig en els estudis Quad el tema que va gravar Biggie Who Shot Ja? es va prendre com una provocació cap a 2pac encara fins i tot tots dos es van trobar abans dels MTV Video Music Awards de 1996. No obstant això, quan Tupac va ser assassinat a Las Vegas, els rumors de la possible participació de Notorious BIG en l'assassinat van sorgir immediatament. Ell va negar les al·legacions. També en aquells dies, Biggie va tenir un accident de trànsit en què es va trencar una cama i això el va obligar a usar bastó per la resta de la seva vida.

## Mort
El 9 de març de 1997, Biggie va assistir a la Soul Train Music Awards al Peterson Automotive Museum a Wilshire Boulevard, Los Angeles. Altres convidats eren Busta Rhymes, Heavy D, Dona Brat, Aaliyah (morta el 2001), Jermaine Dupri, Jagged Edge, Sean "Puffy" Combs, i Ice Cube.
Quan la festa va acabar, Biggie es va retirar en un GMC Suburban negre amb els seus amics. Al voltant de les 0:45 el carrer estava ple de la gent que abandonava l'esdeveniment. El cotxe de Biggie va parar en un semàfor a uns 45 metres del museu. Esperant la llum verda per accelerar, un Chevrolet Impala negre va parar al costat del cotxe de Wallace. El conductor del Chevy va baixar la seva finestra i va treure una arma amb què va disparar al GMC Suburban; quatre trets van copejar el pit de Biggie. Mentre es creia que va morir a l'instant, va ser ràpidament traslladat al Cedars Sinai Medical Center al centre de Los Angeles, encara que quinze minuts més tard moriria.
Més de deu anys després, el seu assassinat encara no ha estat resolt de manera concloent, encara que les teories pel que fa als motius i les identitats dels assassins abunden. Diversos sospitosos principals són Suge Knight, el CEO de Death Row, i la banda criminal Mob Piru Bloods.
Dos anys després del seu assassinat, encara no s'acaba la investigació sobre la mort del corpulent vocalista. La seva família va presentar una demanda civil contra la policia i la municipalitat de Los Angeles el 2002 en la qual sostenien que va ser un policia qui el va matar, però el 2005 el procés va ser anul·lat per suposades alteracions que segueixen discutint fins avui.
Però persones properes a BIG asseguren que la seva mort va ser una venjança per l'assassinat, sis mesos abans a Las Vegas, del seu rival Tupac Shakur, també tirotejat en el seu automòbil quan es trobava al costat de Knight.
Considerat un dels rapers més grans de tots els temps, Biggie Smalls-com també se li coneixia-no va viure prou per gaudir del seu èxit, ja que només havia llançat un disc al moment del seu assassinat.
El seu àlbum Life After Death va sortir al mercat tot just 15 dies després de la seva mort i es va convertir en un clàssic del hip-hop. Des d'aleshores, altres dos discos pòstums seus també han estat un èxit.

## Carrera pòstuma
Life After Death, el segon àlbum de Biggie, va debutar # 1 en les llistes. L'àlbum va ser llançat dues setmanes després de la seva mort. El primer single va ser "Hypnotize", que també era l'últim vídeo musical en què va participar. L'àlbum va vendre 18 milions de còpies a tot el món i es va convertir en l'àlbum de rap més venut de tots els temps. L'èxit més gran va ser "Mo Money, Mo Problems" juntament amb Sean Combs (ja sota l'àlies de "Puff Daddy") i Mase. El tema era un sample de "I'ma Coming Out" de Diana Ross. El vídeo és notable per començar l'era "Shiny Suit" (alguna cosa així com "Vestit Brillant") en el hip hop. L'últim single de Life After Death va ser "Sky s The Limit" amb 112. El vídeo de la cançó, dirigit per Spike Jonze, apareixen nens que retraten Biggie i als seus contemporanis, com Combs, Lil 'Kim i Busta Rhymes. Aquesta tècnica ha estat recentment utilitzada en el vídeo del tema "Poppin 'My Collar" de Three 6 Màfia.
Durant l'estiu de 1997, Combs va llançar el seu àlbum de debut No Way Out, en el qual Biggie apareix en moltes cançons, entre elles en els cors del single "Been Around the World" sobre un sample de David Bowie ("Let's Dance"). No obstant això, el single que es va emportar la major part de l'èxit va ser "I'll Be Missing You", dedicat a la memòria de Wallace. En la cançó, que sampleja l'èxit "Every Breath You Take" de The Police, col·laboren la vídua de Biggie Faith Evans i el grup 112. En els MTV Video Music Awards de 1997, tots aquests artistes van cantar la cançó juntament amb Sting, el líder vocalista de l'antic grup The Police.
El 1999, Combs va llançar el tercer àlbum de Notorious BIG, Born Again. Va tenir dos singles: "Notorious," amb Puff Daddy i Lil 'Kim i "Dead Wrong", un single que més tard va ser remesclat amb un vers de Eminem. En el vídeo de "N.O.T.O.R.I.O.U.S." també apareixen 98 Degrees i Fat Joe. En aquest mateix any Bone Thugs-N-Harmony va fer una cançó amb Notorious BIG 'Notorious Thugz' que va ser un gran èxit.
El 2001, un dels raps de Wallace va aparèixer en el tema "Unbreakable", de Michael Jackson, que s'incloïa en el seu àlbum multi-platí Invincible. Biggie prèviament ja va col·laborar amb Jackson en "This Time Around" del seu àlbum autobiogràfic HIStory.
El 2002, el productor i amic de Biggie, Irv Gotti, sampleig seu èxit "One More Chance" per a la prometedora artista Ashanti. La cançó, anomenada "Foolish", va ser un dels èxits de 2002, i el vers de "F * ckin 'U Tonite" (de Life After Death) va ser inclòs en el remix.
També el 2002, Combs va donar a 50 Cent els drets del sample dels versos de Wallace del tema "Niggaz" (de l'àlbum Born Again) per a una cançó anomenada "The Realest Niggaz", que va tenir molt èxit en les emissores de ràdio de New York. Molts han atribuït aquella cançó com el primer gran èxit de 50 Cent, avui dia tota una estrella del hip hop. La cançó va ser més tard inclosa en la banda sonora del film Bad Boys 2 amb Martin Lawrence i Will Smith. El 2003, Eminem remezcló la col·laboració entre 2Pac i Biggie "Runnin '" i va afegir un sample de "Dying to Live" d'Edgar Winter. Titulada "Runnin '(Dying To Live)", la cançó va ser llançada com single de la banda sonora de Tupac: Resurrection. El 2004, DJ Green Latern va remesclar el clàssic de Biggie "Everyday Struggle" amb una cançó popular per al cantant Akon. La cançó va ser anomenada "Ghetto", en què també apareixen 2Pac, Jadakiss i Styles P.
A finals de 2005 Bad Boy Records va publicar Duets: The Final Chapter amb col·laboracions amb rapers com Eminem, Mobb Deep, Jay-z, Snoop Dogg, Nelly entre altres rapers. L'àlbum inclou els singles Nasty Girl i Spit Your Game.

## Pel·lícula
Hi ha una pel·lícula amb els treballs en vida de Wallace. Antoine Fuqua, el director de Training Day, dirigeix la pel·lícula. Aquesta va ser produïda per la mare de Wallace i pels seus antics gerents, Wayne Barrow i Mark Pitts. Les circumstàncies inexplicables sobre la mort de Wallace també van ser explorades en el documental de Nick Broomfield anomenat Biggie & Tupac de 2002. La pel·lícula es diu Notorious i es va estrenar l'11 de juny de 2009.